# Victorianischer Goldrausch

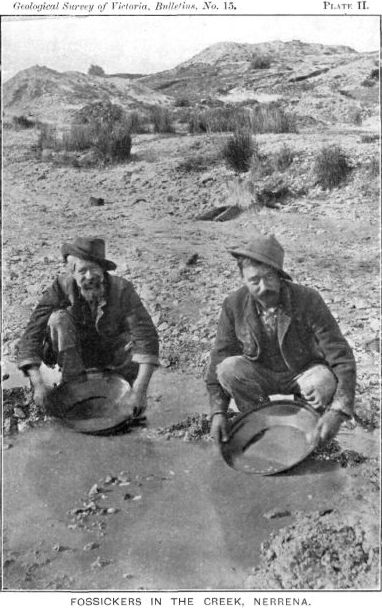
Goldwäscher am Nerrena Creek außerhalb von Ballarat

Der Victorianische Goldrausch war eine Periode in der Geschichte des australischen Bundesstaates Victoria, die von 1851 bis Ende der 1860er-Jahre dauerte. Innerhalb von nur zehn Jahren verdreifachte sich die Bevölkerung Australiens.

## Überblick
In dieser Zeit war Victoria das Gebiet in der Welt, in dem das meiste Gold gefunden wurde. Eine Zeitlang war Ballarat Nummer eins in der Goldproduktion.
Die Entdeckung von Gold in Beechworth, Ballarat und Bendigo führte zu einem Goldrausch ähnlich dem in Kalifornien. Auf dem Höhepunkt dieses Goldrausches flossen ungefähr zwei Tonnen Gold pro Woche in das Schatzamt in Melbourne. Im Goldzeitalter entwickelte sich Victoria von einem reinen Schafzüchterland in ein wachsendes Industrieland mit kleinen Bauernhöfen. Infolge des Goldrausches wuchs die Bevölkerung Victorias sprunghaft an, und das Fehlen von Land für Kleinbauern führte zu massiven sozialen Spannungen. Diese fortwährenden Spannungen und die Landverteilung an Kleinbauern kulminierten 1878 im Kelly Outbreak.
Melbourne war eine wichtige Boomtown während des Goldrausches. Die Stadt wurde zum Zentrum der Kolonie, von der sternförmig neue Eisenbahnlinien zu den kleineren Städten und Häfen gebaut wurden. In der Politik führten Victorias Goldgräber das Wahlrecht für (alle) Männer und geheime Wahlen auf Grundlage chartistischer Prinzipien ein. Mit dem Nachlassen der Goldfunde nahm der Druck zur Durchführung einer Landreform, des Protektionismus und politischer Reformen zu und führte zu sozialen Kämpfen. Eine Land Convention im Jahre 1857 in Melbourne forderte eine Landreform. Melbourne wurde zu einer der Großstädte im Britischen Empire und in der Welt. 1854 folgten auch die Chinesen dem großen Goldrausch. Ihre Anwesenheit auf den Goldfeldern um Bendigo, Beechworth und Bright führte innerhalb kürzester Zeit zu Einfuhrzöllen, Diskriminierung, Aufständen wie dem Buckland Riot und Morden und wurde zur Basis der White Australia Policy.

## Hintergrund

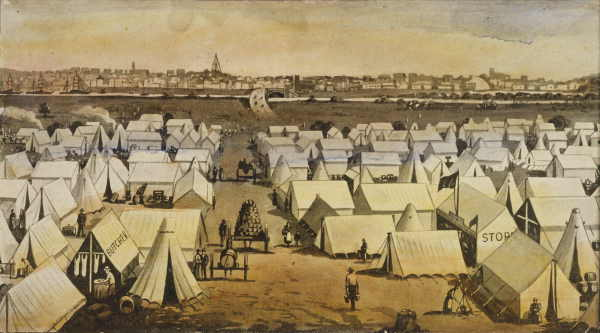
Canvas Town in South Melbourne in den 1850er-Jahren

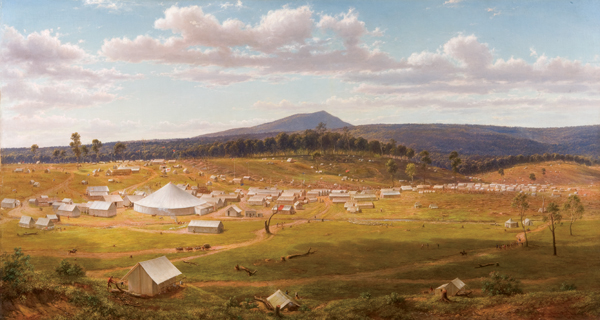
Zeltstadt von Ballarat nur einige Jahre nach der Entdeckung von Gold in der Gegend. Ölgemälde nach einer originalen Skizze von Eugene von Guerard von 1853

1840 war die Stadt Melbourne im Süden Victorias fast fünf Jahre alt. Der Bevölkerungszuwachs in der Stadt und dem Umland war stetig und die Einwohnerzahl lag bei um die 10.000.
Im Juli 1851 feierten Melbournes 29.000 Einwohner ihre Ablösung von New South Wales und es wurde die Kolonie Victoria geboren. Wochen später fand man Gold in Victoria. Die Entdeckung von Louis Michel und William McKay Aberdeen am Andersons Creek bei Warrandyte, 30 km nordwestlich von Melbourne, wurde von der neuen victorianischen Regierung prämiert, ebenso wie die Entdeckungen von James Esmond in Clunes im Juli 1851 und Thomas Hiscock in Buninyong in der Nähe von Ballarat am 2. August 1851.
Am 20. Juli 1851 fand der Kleinhäusler Thomas Peters auf William Barkers Mount Alexander Station Spuren von Gold im heutigen Specimen Gully. Dieser Fund wurde in der Zeitung The Argus in Melbourne am 8. September 1851 veröffentlicht und führte zu einem Goldrausch am Mount Alexander und am Forrest Creek im Gebiet des heutigen Castlemaine, das zum reichsten flachen alluvialen Goldfeld der Welt wurde.
Diese Entdeckungen wurden bald von weiteren in Ballarat und Bendigo übertroffen. Weitere Funde in Beechworth (1852), Bright, Omeo und Chiltern (1858–1859) sowie in Walhalla folgten.
| Jahr | Bevölkerung in Melbourne (ohne Aborigines) |
| ---- | ------------------------------------------ |
| 1835 | 0                                          |
| 1840 | 10.000                                     |
| 1851 | 29.000                                     |
| 1854 | 123.000                                    |

Die Bevölkerung von Melbourne wuchs stetig, als sich der Goldrausch manifestierte. Auch in Victoria nahmen die Einwohnerzahlen zu. 1851 gab es 75.000 Einwohner, zehn Jahre später waren es über 500.000.

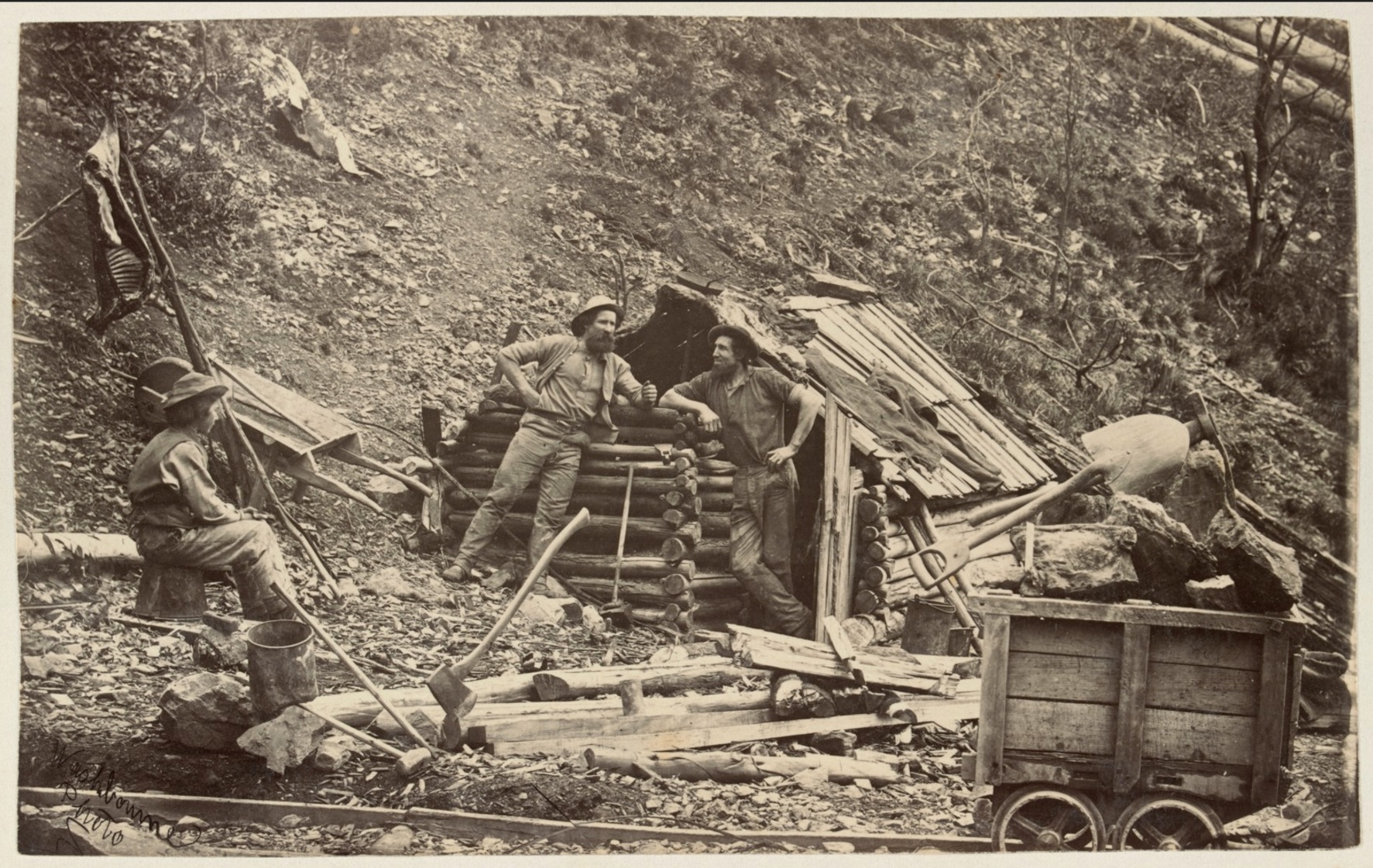
Prospectorenhütte in Upper Dargo im Gippsland (1870)

Zuerst fand man das alluviale Gold an der Oberfläche. Es gab Berichte, dass die ersten Goldgräber auf dem Goldfeld am Mount Tarrengower Nuggets einfach vom Boden aufhoben, ohne zu graben. Danach wurde das alluviale Gold vorwiegend aus Bächen und Flüssen gewonnen. Die Goldwäscher setzten Pfannen, Buddelkisten und Wiegen ein, um das Gold vom Schlamm und vom Wasser zu trennen.
Als das alluviale Gold erschöpft war, begann der Goldbergbau im Untergrund. Dies war wesentlich anstrengender und auch gefährlich. In Orten wie Bendigo und Ballarat schlossen sich Bergleute zu Teams und Syndikaten zusammen und teuften Schächte ab. Durch eine willkürliche und bösartige Politik und die Überprüfung von Lizenzen nahmen die Spannungen um Beechworth, Bendigo und Ballarat zu. Diese Spannungen führten 1854 schließlich zur Eureka Stockade. In der Folge der Rebellion wurde eine Reihe von Reformen durchgeführt. Diese gaben den Goldgräbern ein größeres Mitspracherecht, indem sie Streitigkeiten vor Bergbaugerichten entscheiden lassen und ein umfangreicheres Wahlrecht ausüben konnten.
Eine Zeltstadt namens Canvas Town wurde in South Melbourne eingerichtet. Die Gegend wurde bald zu einem Slum und beherbergte Zehntausende Einwanderer aus der ganzen Welt, besonders aus Irland und China, die nach Australien gekommen waren, um ihr Glück in den Goldfeldern zu finden. Wichtige Chinatowns wurden in Melbourne, Bendigo und Castlemaine errichtet.
In Walhalla allein erbrachte das Cohens Reef über 50 to. (1,6 Mill. Unzen) Gold in 40 Jahren des Bergbaus.

## Vermächtnis

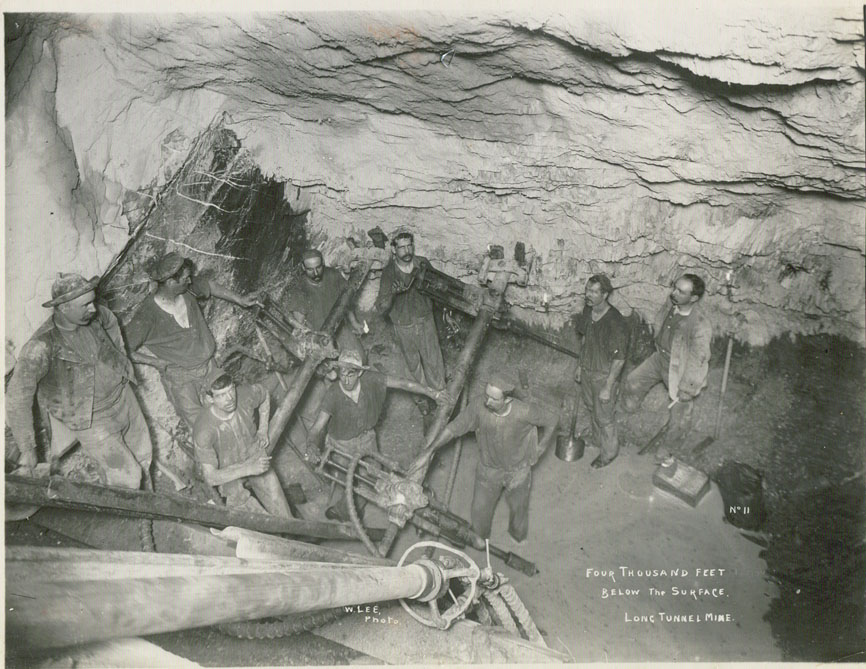
Bergbau in Walhalla (1910)

Auf Grund des Goldrausches veränderte sich die Bevölkerungszahl von Australien dramatisch. 1851 gab es 437.635 Australier, wovon nur 77.345 – etwas weniger als 18 % – in Victoria lebten. Ein Jahrzehnt später war Australiens Bevölkerung auf 1.151.947 gewachsen, und die in Victorias auf 538.628 – fast 47 % der Gesamtbevölkerung und eine Versiebenfachung. In einigen kleinen Landstädten wurde Gold in großen Mengen gefunden und die Bevölkerung nahm um über 1000 % in einem Jahrzehnt zu (z. B. Rutherglen mit anfänglich ~ 2000 Einwohnern und 10 Jahre später ~ 60.000 Einwohnern – einer Steigerung von 3000 %). Das enorme Wachstum war vorwiegend eine Folge des Goldrausches.
Der Goldrausch spiegelt sich auch in der Architektur der victorianischen Städte des Goldbooms, wie Melbourne, Castlemaine, Ballarat, Bendigo und Ararat wider. Ballarat hat Sovereign Hill, einen 24 ha großer Nachbau einer Siedlung aus der Zeit des Goldrausches, und ein Goldmuseum, während Bendigo eine große noch in Betrieb befindliche Goldmine besitzt, die auch als Touristenattraktion genutzt wird.
Der Goldrausch hinterließ seltsame Städte in der Touristenregion der Goldfelder, wie z. B. Maldon, Beechworth, Clunes, Heathcote, Maryborough, Daylesford, Stawell, Beaufort, Creswick, St. Arnaud, Dunolly, Inglewood, Wedderburn und Buninyong. Mit Ausnahme von Bendigo und Ballarat waren alle diese Städte damals deutlich größer als heute. Der größte Teil der Bevölkerung zog in andere Landesteile, wenn die Goldadern ausgebeutet waren. Am anderen Ende des Spektrums gibt es heute noch Geisterstädte wie Walhalla, Mafeking und Steiglitz.

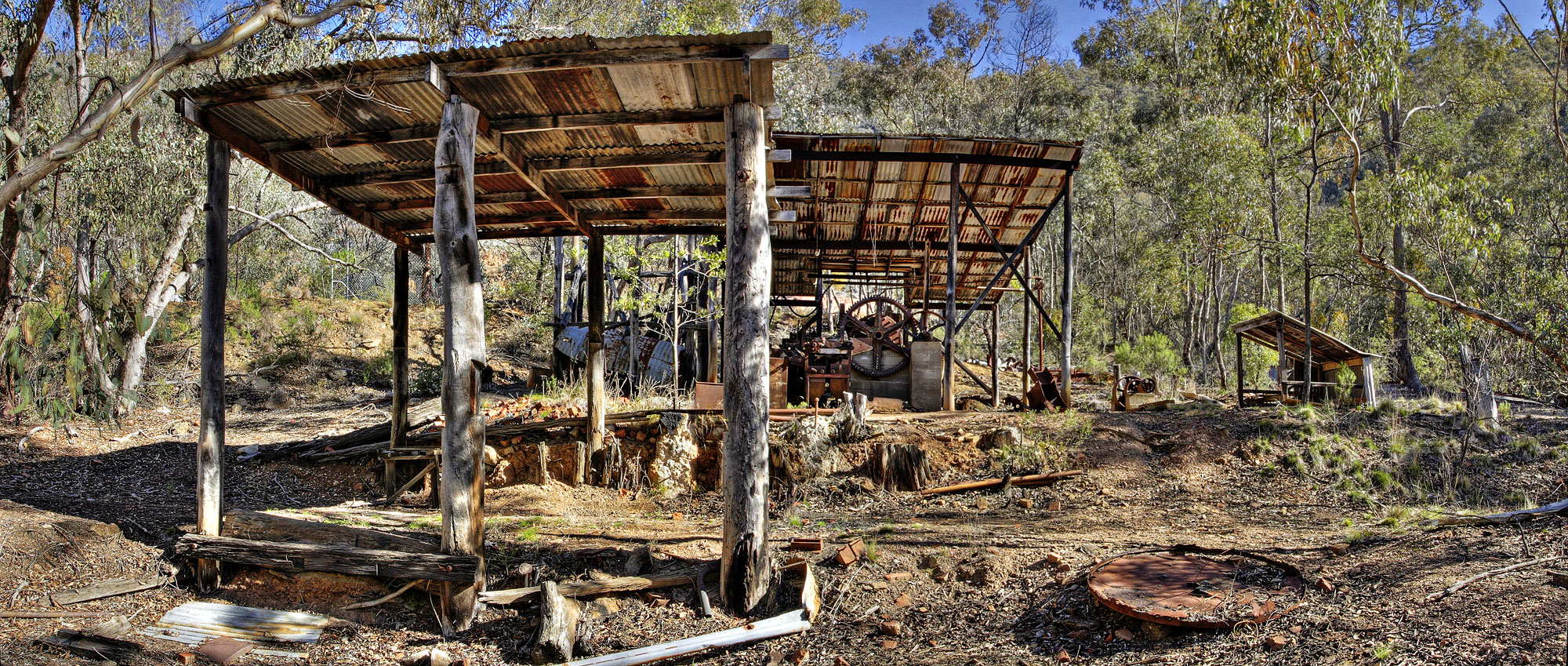
Wie viele andere Städte des Goldrausches wurde auch Cassilis nach der Ausschöpfung der Goldadern aufgegeben. Dieses Bild zeigt die Überreste eines Teils der King-Cassilis-Mine

Der letzte größere Goldrausch in Victoria fand in Berringa, südlich von Ballarat, in der ersten Dekade des 20. Jahrhunderts statt. Der Goldbergbau in Victoria wurde nicht aufgegeben, weil es kein Gold mehr gegeben hätte, sondern zumindest zum Teil auf Grund der Tiefe und der hohen Kosten der Wasserhaltung in den Bergwerken. Der Erste Weltkrieg zog auch die Arbeitskraft der Bergleute, die Soldaten wurden, aus Australien ab. Noch wirkungsvoller aber war das Verbot des Goldexportes für Australien 1915 und die Abschaffung des Goldstandards im ganzen britischen Weltreich, die zum Tod vieler Goldstädte in Victoria führten. Der Niedergang der Goldproduktion kehrte sich niemals wieder um. Aber seit 2005 der Goldpreis stieg, wurde der kommerzielle Bergbau in den beiden großen Goldfeldern von Bendigo und Ballarat wieder aufgenommen. Die Suche nach Gold geht auch an anderen Standorten, z. B. in Glen Wills, einem Inselgebirge bei Mitta Mitta im Nordosten Victorias weiter.